# Mauri Rose
Maurice Rose, detto Mauri (Columbus, 26 maggio 1906 – Royal Oak, 1º gennaio 1981), è stato un pilota automobilistico e ingegnere statunitense.

## Biografia
Nel 1941 ottiene la pole position della 500 Miglia di Indianapolis alla guida di una Maserati conquistando anche la vittoria insieme a Floyd Davis. Fa sua la 500 anche nel 1947 e 1948, su una vettura Deidt con motore Offenhauser.
Tra il 1950 e il 1960 la 500 Miglia faceva parte del Campionato mondiale di Formula 1 e per questo motivo Rose ha all'attivo anche 2 Gran Premi ed un terzo posto in F1.
Nonostante la sua carriera automobilistica sia stata ricca di successi, Rose considerava il suo traguardo più importante, l'essere stato l'inventore di dispositivi che hanno reso possibile la guida agli amputati.
Rose muore nel 1981 e viene sepolto presso il cimitero White Chapel Memorial Park di Troy (Michigan).

## Risultati in Formula 1
| 1950 | Scuderia                | Vettura                  |  |  |   |  |  |  |  |  | Punti | Pos. |
| ---- | ----------------------- | ------------------------ |  |  | - |  |  |  |  |  | ----- | ---- |
| 1950 | Offenhauser/Howard Keck | Deidt Tuffanelli Derrico |  |  | 3 |  |  |  |  |  | 4     | 12º  |

| 1951 | Scuderia             | Vettura                  |  |     |  |  |  |  |  |  | Punti | Pos. |
| ---- | -------------------- | ------------------------ |  | --- |  |  |  |  |  |  | ----- | ---- |
| 1951 | Pennzoil/Howard Keck | Deidt Tuffanelli Derrico |  | Rit |  |  |  |  |  |  | 0     |      |

| Legenda | 1º posto     | 2º posto | 3º posto    | A punti         | Senza punti/Non class.  | Grassetto – Pole position Corsivo – Giro più veloce |
| Legenda | Squalificato | Ritirato | Non partito | Non qualificato | Solo prove/Terzo pilota | Grassetto – Pole position Corsivo – Giro più veloce |